# György Kárpáti
György Kárpáti (23. června 1935 Budapešť – 17. června 2020 Budapešť) byl maďarský vodní pólista židovského původu. S maďarskou reprezentací vybojoval tři zlaté olympijské medaile, na hrách v Helsinkách roku 1952 (jako sedmnáctiletý), v Melbourne roku 1956 a v Tokiu roku 1964. Z olympiády v Římě v roce 1960 si navíc přivezl bronz. Za národní tým odehrál 162 utkání. Byl též výborným plavcem, čtyřnásobným maďarským šampionem v plavání. V roce 1982 byl uveden do Mezinárodní plavecké síně slávy. Vystudoval práva, ale jako právník se nikdy neživil, po skončení hráčské kariéry se věnoval trénování, byl například asistentem trenéra maďarské reprezentace v letech 1970–1980, takže se mj. podílel na zlaté medaili maďarského týmu na olympijských hrách v Montréalu roku 1976. Byl blízkým přítelem slavného italského herce Buda Spencera, který byl rovněž původně vodním pólistou.